# Lagune Tadio
La lagune Tadio est une lagune de Côte d'Ivoire située à Grand Lahou et reliée à l'Océan atlantique.